# 倫敦大學學院法學院
倫敦大學學院法學院為倫敦大學學院所屬的法學院，位於倫敦市中心的Bloomsbury區。

## 歷史
倫敦大學學院法學院是大學學院1826年成立時的創校的學院之一，其目的為求提供系統性的英式法律教育，這比牛劍兩所大學還要早上好幾年。
大學學院法學院正式開始有系統教授法律始於1828年。在1827年7月，大學學院精神之父邊沁的門生，法學家約翰·奧斯丁 獲委為大學學院法學院首任法學教授（Professor of Jurisprudence）；而另一位備受敬重的大律師及特委法官 Andrew Amos，則成為首任英格蘭法教授（Professor of English Law），及後轉任醫學法學教授（Professor of Medical Jurisprudence）。Amos一家與大學學院法學院關係甚深，三代均在此院講學。 Andrew Amos 之子 Sheldon Amos 在1869年至1878年間在此院任法學教授；其孫 Maurice Sheldon Amos 爵士則在1932年至1937年間擔任裘恩教授席比較法教授（Quain Professor of Comparative Law）。
經皇室特許狀在1836年重新成立的倫敦大學第一批為數三人，於1839年畢業的法學士全都是大學學院的學生；而英國下議院法律教育專責委員會在1846年的報告亦指出「大學學院是英國唯一有能力提供足夠支援法律教育的機構」。

## 現況
倫敦大學學院法學院一直是英國最頂尖的法學院之一。根據倫敦時報在2005年報導指出，「業內人事都認為它是英國最好的法學院」。 在英國政府2008年的Research Assessment Exercise (RAE) 評估結果中，倫敦大學學院法學院的法學研究實力與倫敦政治經濟學院並列全英第一位。
大學學院法學院為人稱道之處是它比起其他傳統上保守的法學院，更勇於嘗試和接受現代化的法學教育法。此院在不同方面的法學研究均為先驅，在法理學和法學理論的研究尤為著名，其教授堪稱行內翹楚。該院對法理學和法學理論的重視從院中教授的著作，該院其所屬的教授席及院內研究所的研究方向亦可見一斑。
此院亦出版《法理學評論》（Jurisprudence Review）， 由英國首本由學生主理的法律學術期刊。

## 課程
大學學院法學院主要教授的法律學位課程如下︰三年制英式法學士（LLB）、四年制英式法學士精進課程（LLB with Advanced Studies programme）、四年制英式法學士兼研其他法系課程（LLB with Another Legal System programme，包括一年在海外大學學習）、以及一與美國紐約哥倫比亞大學及德國科隆大學合辦，四年制雙法律學位課程。大學學院法學院與世界各地的法學院的亦有相當密切的聯繫。
在入學方面，倫敦大學學院是英國新設立全國法學院入學試（LNAT）的創立成員，故要求所有法學士課程報讀者應考該試。

## 研究專長
- 反壟斷，監管及競爭法
- 商業及公司法
- 比較及外國法 （歐洲，俄羅斯及獨聯體和日本法）
- 英格蘭私法及刑事法
- 環境法
- 歐洲法
- 國際商業及貿易法（英语：International trade law）
- 法律哲學和法學理論
- 國際公法
- 公法
- 法律社會學
- 海事法

## 研究中心
- Institute of Global Law
- The Jevons Institute for Competition Law & Economics
- Centre for Commercial Law
- Centre for Empirical Legal Studies
- Centre for Law & the Environment
- Centre for Law & Governance in Europe
- Centre for International Courts & Tribunals
- The London Shipping Law Centre

## 教授席
以下為倫敦大學設於大學學院法學院之教授席︰
- Eric Barendt -  媒體法教授（Professor of Media Law）
- Robert Chambers - 產權法教授（Professor of Property Law）
- Ian Dennis - 英格蘭法教授（Professor of English Law）
- Alison Diduck - 法律教授（Professor of Law）
- Ronald Dworkin QC FBA - 邊沁法理學教授（Bentham Professor of Jurisprudence）
- Joerg Fedtke - 競爭法教授（Professor of Comparative Law）
- Ian Fletcher - 國際商法教授（Professor of International Commercial Law）
- Michael Freeman - 英格蘭法教授（Professor of English Law）
- Dame Hazel Genn（英语：Hazel Genn） DBE QC- 實證法學教授（Professor of Empirical Legal Studies）
- Stephen Guest（英语：Stephen Guest） - 法律哲學教授（Professor of Legal Philosophy）
- Jeffrey Jowell QC - 公法研究教授（Research Professor of Public Law）
- Valentine Korah - 競爭法榮休教授（Emeritus Professor of Competition Law）
- Sir Hugh Laddie QC（英语：Hugh Laddie） - 知識產權法教授（Professor of Intellectual Property Law）[8]
- Maria Lee - 法律教授（Professor of Law）
- Andrew Lewis - 比較法律史教授（Professor of Comparative Legal History）
- John Lowry - 法律教授（Professor of Law）
- Richard Macrory CBE - 環境法教授（Professor of Environmental Law）
- Riz Mokal - 法律與法律理論教授（Professor of Law and Legal Theory）
- Hiroshi Oda - 薩道義爵士日本法教授 （Sir Ernest Satow Professor of Japanese Law）
- Dawn Oliver - 憲法教授（Professor of Constitutional Law）
- James Penner - 產權法教授（Professor of Property Law）
- Pascoe Pleasence - 實證法學教授（Professor of Empirical Legal Studies）
- Philip Rawlings - 法律教授（Professor of Law）
- Richard  Rawlings - 公法教授（Professor of Public Law）
- Catherine Redgwell - 國際法教授（Professor of International Law）
- 菲利普·桑兹 QC - 法律教授（Professor of Law）
- Philip Schofield - 法律及政治思想史教授（Professor of History of Legal and Political Thought）
- Joanne Scott - 歐洲法教授（Professor of European Law）
- Robert Stevens - 商業法教授（Professor of Commercial Law）
- Robert Sullivan - 法律教授（Professor of Law）
- Tim Swanson（英语：Tim Swanson） - 法律與經濟學教授（Professor of Law and Economics）
- William Twining - 裘恩法理學榮休教授（Emeritus Quain Professor of Jurisprudence）

## 校友
此院的著名校友包括︰
- Ghazi Abdul Rahman Algosaibi（英语：Ghazi Abdul Rahman Algosaibi） — 沙地阿拉伯政治人物；歷任駐巴林大使（1984 to 1992）；駐英國及愛爾蘭大使（1992-2002）
- A.S. Anand — 前印度首席大法官（1998-2001）
- Justice Gabriel Bach — 前以色列最高法院大法官
- Sir John Baker（英语：John Baker (legal historian)） QC FBA — 法律史專家；劍橋大學唐寧英格蘭法教授
- Peter Birks（英语：Peter Birks） QC FBA — 法學家；前牛津大學欽定民法教授
- Dame Margaret Booth（英语：Margaret Booth (judge)） — 前英國高等法院家事法庭法官
- Sir Ellis Clarke — 最後一任千里達和多巴哥總督（1973-1976）;首任千里達和多巴哥總統（1976-1986)）
- Herbert Cozens-Hardy, 1st Baron Cozens-Hardy（英语：Herbert Cozens-Hardy, 1st Baron Cozens-Hardy） — 英格蘭及威爾斯高等法院宗卷主事官（1907-1918）
- Justice Samuel Azu Crabbe（英语：Samuel Azu Crabbe） — 前加納首席大法官（1973-1977）
- Terry Davis（英语：Terry Davis (politician)） — 現任歐洲委員會 (非歐盟機構)秘書長
- Lord Dear（英语：Geoffrey Dear, Baron Dear） — 退休英國高級警官；前女皇特派警察監理專員（英语：Her Majesty's Inspector of Constabulary）（1990-1997）
- Taslim Elias（英语：Taslim Olawale Elias） — 前尼日利亞最高法院大法官（1972-1975）；續任海牙國際法院法官（1976-1991），並於1982年至1985年間任國際法院院長
- Baroness Flather（英语：Shreela Flather, Baroness Flather） — 英國政治人物；首名亞裔女性被冊封貴族並晉身英國上議院
- 馮華健 QC SC— 前香港法律政策專員
- 甘地 — 印度民族主義運動和國大黨領袖
- Edwin Glasgow CBE QC — 北愛爾蘭1972年流血星期日事件調查委員會上，英軍的代表大律師
- Lord Goldsmith（英语：Lord Goldsmith） QC — 前英格蘭及威爾斯總檢察長（2001-2007）
- Lord Hart（英语：Garry Hart, Baron Hart of Chilton） — 前大不烈顛大法官特別顧問（1998-2007）
- 哈伊姆·赫爾佐克 — 前以色列總統（1983-1993）
- Hassan Bubacar Jallow（英语：Hassan Bubacar Jallow） — 盧旺達國際刑事法庭檢察官（2003至今）；歷任甘比亞總檢察長、司法部長及最高法院大法官
- Sir George Jessel（英语：George Jessel (jurist)） — 英格蘭法學家；首位猶太裔英格蘭及威爾斯副總檢察長（1871-1873）；首位猶太裔樞密院顧問官；首位猶太裔英國法官；英格蘭及威爾斯高等法院宗卷主事官(1873-1883)
- 約舒亞·本傑明·惹耶勒南 — 新加坡政治人物；前新加坡工人黨黨魁
- Lord Jones（英语：Digby Jones, Baron Jones of Birmingham） — 英國商人及政治人物；現任商務大臣（英语：Minister of State for Trade）
- 李福善 — 前香港最高法院上訴庭副庭長，及首位華人高等法院按察司
- Sir Gavin Lightman（英语：Gavin Lightman (judge)） QC — 英格蘭及威爾斯高等法院大法官法庭法官
- Julie Maxton（英语：Julie Maxton） — 牛津大學教務長（該職位創立550年來首位女性執掌者）
- Leonard Sainer（英语：Leonard Sainer） — 著名事務律師；Titmuss Sainer and Webb 律師行創立合伙人
- Baroness Scotland PC QC — 現任英格蘭及威爾斯總檢察長（2007至今）；首名非裔女性奉委為御用大律師
- Sir Thomas Scrutton（英语：Thomas Edward Scrutton） — 前英國高等法院上訴庭大法官（英语：Lord Justice of Appeal）（1916–34）；高等法院法官（1910–16）
- Thirugnana Sampanthar Sinnathuray（英语：Thirugnana Sampanthar Sinnathuray） — 前新加坡高等法院法官
- 泰戈爾（未有畢業） — 孟加拉裔詩人; 1913年諾貝爾文學獎得獎者，為首亞裔諾貝爾獎得主
- Tan Boon Teik — 前新加坡總檢察長（英语：Attorney-General of Singapore）（1969-1992）
- Chao Hick Tin — 現任新加坡最高法院上訴庭副庭長；前新加坡總檢察長（2006-2008）
- Sir Alfred Wills（英语：Alfred Wills）（1828-1912） — 前英格蘭及威爾斯高等法院皇座法庭法官；王爾德的主審法官
- Lord Woolf — 前英格蘭及威爾斯首席大法官
- 楊鐵樑爵士 GBM — 前香港最高法院首席按察司
- Lord Young（英语：David Ivor Young, Baron Young of Graffham） — 英國政治人物; 曾任就業大臣（1985-1987）及貿工大臣（1987-1989）
- 伍廷芳 (1842 - 1923) — 十九世紀未至二十世紀初中國外交家，並為首位獲英格蘭大律師資格的華人(1876年於林肯法學院)

## 外部連結
- Official website （页面存档备份，存于）